# Laura García-Caro
Laura García-Caro Lorenzo (Lepe, Huelva; 16 de abril de 1995) es una atleta española especializada en marcha atlética. Ha subido al podio en tres ocasiones en la Copa de Europa de Marcha y representó a España en los Juegos Olímpicos de Tokio 2020 y París 2024. En 2022 ganó el Campeonato de España de Atletismo en la modalidad de 10 000 m.

## Biografía
En principio quería estudiar Fisioterapia, aunque finalmente se decantó por Enfermería, cuyos estudios finalizó en 2018. En 2016 fue nombrada Embajadora Turística de su ciudad natal. En 2019 firmó el patrocinio como embajadora de la marca Oysho, que mantendría en las temporadas 2020 y 2021.
Fue galardonada en 2020 con la Bandera Andalucía del Deporte, que le fue entregada el 26 de febrero de ese año en un acto celebrado en las Cocheras del Puerto de Huelva.
Apareció en la portada de la revista Mujer Hoy en su edición de 6 de marzo de 2021 con motivo del Día Internacional de la Mujer y bajo el título «Generación Next 2021, 50 mujeres que son el futuro».
De octubre a noviembre de 2020 estuvo en Torrevieja (Alicante), entrenándose para los Juegos Olímpicos de Tokio.

## Trayectoria deportiva
En 2015 consiguió la medalla de bronce en el Campeonato Europeo Sub-23 de atletismo, aunque no se le reconoció el puesto hasta cinco años después, tras la descalificación de una rival por dopaje. Además, con 20 años, se convirtió en la primera marchadora andaluza en participar en un Mundial absoluto de atletismo. Ese mismo año recibió el Premio Estímulos al Deporte por parte de la Fundación Andalucía Olímpica y la Fundación Cruzcampo.
El 6 de diciembre de 2020 participó en su única competición de la temporada debido a la Covid-19, el XXII Trofeo AD Cerro Buenavista de Getafe (Madrid), en el que quedó segunda con un tiempo de 46:11 en 10 km, solo por detrás de Raquel González, que marcó 46:07.
Comenzó la temporada 2021 con bronce en su debut en la categoría de 35 km marcha, que sustituye a la anterior categoría de 50km marcha. García-Caro obtuvo su primer podio de la temporada con un tiempo de 
2:51:01, mejorando el hasta entonces récord de España de Ainhoa Pinedo González en 2:53.43, que también superaron las atletas María Pérez García (oro) y Raquel González Campos (plata). Esta marca le sirve a Laura para participar en el próximo Campeonato Mundial de Atletismo de 2022.
En marzo de 2021 consiguió la medalla de bronce en el Campeonato de España de 20 km marcha, con una marca de 1:31:09 y por detrás de María Pérez y Raquel González. Aunque se quedó a unos segundos de la mínima olímpica de 1:31:00, mantenía posibilidades de acudir a Tokio 2020 debido al nuevo sistema de clasificación. En mayo de 2021 ganó la medalla de bronce individual y el oro con la selección española en la Copa de Europa de Marcha de Poděbrady (Rep. Checa), lo que le otorgó además la plaza para los Juegos Olímpicos de Tokio de forma definitiva.
En agosto de 2021 participó en los Juegos Olímpicos de Tokio 2020 y fue así la primera olímpica procedente de Lepe. El ayuntamiento de su localidad natal engaladó la fachada de la casa consistorial con pancartas de apoyo debido a la ocasión. En la prueba sufrió dificultades en la prueba que la llevaron a finalizar en la posición 34.ª con un tiempo de 1:37:48. A su regreso a España fue recibida con honores por Juan Manuel González Camacho, alcalde de Lepe.
En mayo de 2022 se proclamó campeona en los Juegos Iberoamericanos celebrados en La Nucía, igualando la medalla de oro obtenida en el mismo campeonato por el también José Manuel Cortés Medina en 2004. Un mes después, en junio de 2022, se proclamó campeona de España en 10 000 m marcha en Campeonato de España de Atletismo 2022 con mejor marca personal (43:16.76). En julio sumó un sexto puesto en el Campeonato Mundial de Atletismo de 2022 celebrado en Eugene, aunque un mes más tarde el Covid-19 le impidió participar en el Campeonato Europeo de Atletismo  de 2022 celebrado en Múnich.
En mayo de 2023 renunció a acudir al Mundial de Budapest y anunció que centraba en prepararse para los Juegos Olímpicos de París 2024.
En el Campeonato de Europa de 2024 consiguió la cuarta plaza en los 20 km marcha, perdiendo la medalla de bronce sobre la línea de meta. En los Juegos Olímpicos de París 2024 consiguió un diploma olímpico al acabar séptima en los 20 km marcha. Pese a ello, la RFEA no la seleccionó para la prueba de relevo mixto unos días más tarde y escogió en su lugar a Cristina Montesinos, que había quedado décima.
En 2025 fue preseleccionada por la RFEA para el Campeonato del Mundo, pero un mes antes de la competición anunció su renuncia debido a problemas físicos.

## Palmarés nacional
Campeonatos de España 
- Campeona de España Absoluto de 10.000m de marcha (2022)
- Campeona de España sub-23 de 20 km marcha (2015-2016)
- Campeona de España sub-20 de 10 km marcha (2013-2014)
- Campeona de España sub-20 de 10.000m marcha (2014)
- Campeona de España sub-20 de Promoción de 5 km marcha (2013 dic-12 , 2014 dic-13)
- Campeona de España sub-18 de 10 km marcha (2012)
- Campeona de España sub-18 de Promoción de 5 km marcha (2012 dic-11)

Récords de España
- Récord de España Sub-20 de 20 km marcha en ruta (1:34:50 en 2014)
- Mejor marca española Sub-20 de 3000 m marcha (12:44.21 en 2014)

## Competiciones internacionales
| Representando a España en marcha atlética \| Año \| Competición \| Sede \| Puesto \| Prueba \| Marca \| \| ---- \| --------------------------------- \| ---------------------- \| ----------------- \| -------- \| -------- \| \| 2012 \| Campeonato del Mundo Júnior \| Barcelona \| 24.ª \| 10 000 m \| 50:13 \| \| 2012 \| Copa del Mundo de Marcha Atlética \| Saransk (Rusia) \| 19.ª \| 10 000 m \| 49:44 \| \| 2013 \| Campeonato de Europa Júnior \| Rieti (Italia) \| 5.ª \| 10 000 m \| 47:17 \| \| 2013 \| Copa de Europa de Marcha Sub-20 \| Dudince (Eslovaquia) \| 6.ª \| 10 km \| 48:47 \| \| 2014 \| Campeonato del Mundo Júnior \| Eugene (Oregón) \| 4.ª \| 10 000 m \| 44:32 \| \| 2014 \| Copa del Mundo de Marcha Atlética \| Taicang (China) \| 4.ª \| 10 000 m \| 45:29 \| \| 2015 \| Copa de Europa de Marcha \| Murcia \| 10.ª \| 20 km \| 1:29:32 \| \| 2015 \| Campeonato de Europa Sub-23 \| Tallin \| Medalla de bronce \| 20 km \| 1:31:52 \| \| 2015 \| Campeonato del Mundo \| Pekín \| 32.ª \| 20 km \| 1:36:22 \| \| 2016 \| Campeonato Mediterráneo Sub-23 \| Radès (Túnez) \| Medalla de oro \| 10 000 m \| 44:55 \| \| 2017 \| Copa de Europa de Marcha \| Poděbrady (Rep. Checa) \| Medalla de bronce \| 20 km \| 1:29:57 \| \| 2017 \| Campeonato de Europa Sub-23 \| Bydgoszcz (Polonia) \| DSC \| 20 km \| – \| \| 2017 \| Campeonato del Mundo \| Londres \| 9.ª \| 20 km \| 1:29:29 \| \| 2018 \| Campeonato de Europa \| Berlín \| 6.ª \| 20 km \| 1:28:15 \| \| 2019 \| Copa de Europa de Marcha \| Alytus (Lituania) \| Medalla de plata \| 20 km \| 1:29:55 \| \| 2019 \| Campeonato del Mundo \| Doha \| 33.ª \| 20 km \| 1:44:05 \| \| 2021 \| Copa de Europa de Marcha \| Poděbrady (Rep. Checa) \| Medalla de bronce \| 20 km \| 1:28:07 \| \| 2021 \| Juegos Olímpicos \| Tokio \| 34.ª \| 20 km \| 1:37:48 \| \| 2022 \| Campeonato Iberoamericano \| La Nucía (España) \| Medalla de oro \| 10 000 m \| 43:33.72 \| \| 2022 \| Campeonato del Mundo \| Eugene \| 6.ª \| 35 km \| 2:42.45 \| \| 2024 \| Campeonato de Europa \| Roma \| 4.ª \| 20 km \| 1:28.48 \| \| 2024 \| Juegos Olímpicos \| París \| 7.ª \| 20 km \| 1:28:12 \| | Representando a España en marcha atlética \| Año \| Competición \| Sede \| Puesto \| Prueba \| Marca \| \| ---- \| --------------------------------- \| ---------------------- \| ----------------- \| -------- \| -------- \| \| 2012 \| Campeonato del Mundo Júnior \| Barcelona \| 24.ª \| 10 000 m \| 50:13 \| \| 2012 \| Copa del Mundo de Marcha Atlética \| Saransk (Rusia) \| 19.ª \| 10 000 m \| 49:44 \| \| 2013 \| Campeonato de Europa Júnior \| Rieti (Italia) \| 5.ª \| 10 000 m \| 47:17 \| \| 2013 \| Copa de Europa de Marcha Sub-20 \| Dudince (Eslovaquia) \| 6.ª \| 10 km \| 48:47 \| \| 2014 \| Campeonato del Mundo Júnior \| Eugene (Oregón) \| 4.ª \| 10 000 m \| 44:32 \| \| 2014 \| Copa del Mundo de Marcha Atlética \| Taicang (China) \| 4.ª \| 10 000 m \| 45:29 \| \| 2015 \| Copa de Europa de Marcha \| Murcia \| 10.ª \| 20 km \| 1:29:32 \| \| 2015 \| Campeonato de Europa Sub-23 \| Tallin \| Medalla de bronce \| 20 km \| 1:31:52 \| \| 2015 \| Campeonato del Mundo \| Pekín \| 32.ª \| 20 km \| 1:36:22 \| \| 2016 \| Campeonato Mediterráneo Sub-23 \| Radès (Túnez) \| Medalla de oro \| 10 000 m \| 44:55 \| \| 2017 \| Copa de Europa de Marcha \| Poděbrady (Rep. Checa) \| Medalla de bronce \| 20 km \| 1:29:57 \| \| 2017 \| Campeonato de Europa Sub-23 \| Bydgoszcz (Polonia) \| DSC \| 20 km \| – \| \| 2017 \| Campeonato del Mundo \| Londres \| 9.ª \| 20 km \| 1:29:29 \| \| 2018 \| Campeonato de Europa \| Berlín \| 6.ª \| 20 km \| 1:28:15 \| \| 2019 \| Copa de Europa de Marcha \| Alytus (Lituania) \| Medalla de plata \| 20 km \| 1:29:55 \| \| 2019 \| Campeonato del Mundo \| Doha \| 33.ª \| 20 km \| 1:44:05 \| \| 2021 \| Copa de Europa de Marcha \| Poděbrady (Rep. Checa) \| Medalla de bronce \| 20 km \| 1:28:07 \| \| 2021 \| Juegos Olímpicos \| Tokio \| 34.ª \| 20 km \| 1:37:48 \| \| 2022 \| Campeonato Iberoamericano \| La Nucía (España) \| Medalla de oro \| 10 000 m \| 43:33.72 \| \| 2022 \| Campeonato del Mundo \| Eugene \| 6.ª \| 35 km \| 2:42.45 \| \| 2024 \| Campeonato de Europa \| Roma \| 4.ª \| 20 km \| 1:28.48 \| \| 2024 \| Juegos Olímpicos \| París \| 7.ª \| 20 km \| 1:28:12 \| | Representando a España en marcha atlética \| Año \| Competición \| Sede \| Puesto \| Prueba \| Marca \| \| ---- \| --------------------------------- \| ---------------------- \| ----------------- \| -------- \| -------- \| \| 2012 \| Campeonato del Mundo Júnior \| Barcelona \| 24.ª \| 10 000 m \| 50:13 \| \| 2012 \| Copa del Mundo de Marcha Atlética \| Saransk (Rusia) \| 19.ª \| 10 000 m \| 49:44 \| \| 2013 \| Campeonato de Europa Júnior \| Rieti (Italia) \| 5.ª \| 10 000 m \| 47:17 \| \| 2013 \| Copa de Europa de Marcha Sub-20 \| Dudince (Eslovaquia) \| 6.ª \| 10 km \| 48:47 \| \| 2014 \| Campeonato del Mundo Júnior \| Eugene (Oregón) \| 4.ª \| 10 000 m \| 44:32 \| \| 2014 \| Copa del Mundo de Marcha Atlética \| Taicang (China) \| 4.ª \| 10 000 m \| 45:29 \| \| 2015 \| Copa de Europa de Marcha \| Murcia \| 10.ª \| 20 km \| 1:29:32 \| \| 2015 \| Campeonato de Europa Sub-23 \| Tallin \| Medalla de bronce \| 20 km \| 1:31:52 \| \| 2015 \| Campeonato del Mundo \| Pekín \| 32.ª \| 20 km \| 1:36:22 \| \| 2016 \| Campeonato Mediterráneo Sub-23 \| Radès (Túnez) \| Medalla de oro \| 10 000 m \| 44:55 \| \| 2017 \| Copa de Europa de Marcha \| Poděbrady (Rep. Checa) \| Medalla de bronce \| 20 km \| 1:29:57 \| \| 2017 \| Campeonato de Europa Sub-23 \| Bydgoszcz (Polonia) \| DSC \| 20 km \| – \| \| 2017 \| Campeonato del Mundo \| Londres \| 9.ª \| 20 km \| 1:29:29 \| \| 2018 \| Campeonato de Europa \| Berlín \| 6.ª \| 20 km \| 1:28:15 \| \| 2019 \| Copa de Europa de Marcha \| Alytus (Lituania) \| Medalla de plata \| 20 km \| 1:29:55 \| \| 2019 \| Campeonato del Mundo \| Doha \| 33.ª \| 20 km \| 1:44:05 \| \| 2021 \| Copa de Europa de Marcha \| Poděbrady (Rep. Checa) \| Medalla de bronce \| 20 km \| 1:28:07 \| \| 2021 \| Juegos Olímpicos \| Tokio \| 34.ª \| 20 km \| 1:37:48 \| \| 2022 \| Campeonato Iberoamericano \| La Nucía (España) \| Medalla de oro \| 10 000 m \| 43:33.72 \| \| 2022 \| Campeonato del Mundo \| Eugene \| 6.ª \| 35 km \| 2:42.45 \| \| 2024 \| Campeonato de Europa \| Roma \| 4.ª \| 20 km \| 1:28.48 \| \| 2024 \| Juegos Olímpicos \| París \| 7.ª \| 20 km \| 1:28:12 \| | Representando a España en marcha atlética \| Año \| Competición \| Sede \| Puesto \| Prueba \| Marca \| \| ---- \| --------------------------------- \| ---------------------- \| ----------------- \| -------- \| -------- \| \| 2012 \| Campeonato del Mundo Júnior \| Barcelona \| 24.ª \| 10 000 m \| 50:13 \| \| 2012 \| Copa del Mundo de Marcha Atlética \| Saransk (Rusia) \| 19.ª \| 10 000 m \| 49:44 \| \| 2013 \| Campeonato de Europa Júnior \| Rieti (Italia) \| 5.ª \| 10 000 m \| 47:17 \| \| 2013 \| Copa de Europa de Marcha Sub-20 \| Dudince (Eslovaquia) \| 6.ª \| 10 km \| 48:47 \| \| 2014 \| Campeonato del Mundo Júnior \| Eugene (Oregón) \| 4.ª \| 10 000 m \| 44:32 \| \| 2014 \| Copa del Mundo de Marcha Atlética \| Taicang (China) \| 4.ª \| 10 000 m \| 45:29 \| \| 2015 \| Copa de Europa de Marcha \| Murcia \| 10.ª \| 20 km \| 1:29:32 \| \| 2015 \| Campeonato de Europa Sub-23 \| Tallin \| Medalla de bronce \| 20 km \| 1:31:52 \| \| 2015 \| Campeonato del Mundo \| Pekín \| 32.ª \| 20 km \| 1:36:22 \| \| 2016 \| Campeonato Mediterráneo Sub-23 \| Radès (Túnez) \| Medalla de oro \| 10 000 m \| 44:55 \| \| 2017 \| Copa de Europa de Marcha \| Poděbrady (Rep. Checa) \| Medalla de bronce \| 20 km \| 1:29:57 \| \| 2017 \| Campeonato de Europa Sub-23 \| Bydgoszcz (Polonia) \| DSC \| 20 km \| – \| \| 2017 \| Campeonato del Mundo \| Londres \| 9.ª \| 20 km \| 1:29:29 \| \| 2018 \| Campeonato de Europa \| Berlín \| 6.ª \| 20 km \| 1:28:15 \| \| 2019 \| Copa de Europa de Marcha \| Alytus (Lituania) \| Medalla de plata \| 20 km \| 1:29:55 \| \| 2019 \| Campeonato del Mundo \| Doha \| 33.ª \| 20 km \| 1:44:05 \| \| 2021 \| Copa de Europa de Marcha \| Poděbrady (Rep. Checa) \| Medalla de bronce \| 20 km \| 1:28:07 \| \| 2021 \| Juegos Olímpicos \| Tokio \| 34.ª \| 20 km \| 1:37:48 \| \| 2022 \| Campeonato Iberoamericano \| La Nucía (España) \| Medalla de oro \| 10 000 m \| 43:33.72 \| \| 2022 \| Campeonato del Mundo \| Eugene \| 6.ª \| 35 km \| 2:42.45 \| \| 2024 \| Campeonato de Europa \| Roma \| 4.ª \| 20 km \| 1:28.48 \| \| 2024 \| Juegos Olímpicos \| París \| 7.ª \| 20 km \| 1:28:12 \| | Representando a España en marcha atlética \| Año \| Competición \| Sede \| Puesto \| Prueba \| Marca \| \| ---- \| --------------------------------- \| ---------------------- \| ----------------- \| -------- \| -------- \| \| 2012 \| Campeonato del Mundo Júnior \| Barcelona \| 24.ª \| 10 000 m \| 50:13 \| \| 2012 \| Copa del Mundo de Marcha Atlética \| Saransk (Rusia) \| 19.ª \| 10 000 m \| 49:44 \| \| 2013 \| Campeonato de Europa Júnior \| Rieti (Italia) \| 5.ª \| 10 000 m \| 47:17 \| \| 2013 \| Copa de Europa de Marcha Sub-20 \| Dudince (Eslovaquia) \| 6.ª \| 10 km \| 48:47 \| \| 2014 \| Campeonato del Mundo Júnior \| Eugene (Oregón) \| 4.ª \| 10 000 m \| 44:32 \| \| 2014 \| Copa del Mundo de Marcha Atlética \| Taicang (China) \| 4.ª \| 10 000 m \| 45:29 \| \| 2015 \| Copa de Europa de Marcha \| Murcia \| 10.ª \| 20 km \| 1:29:32 \| \| 2015 \| Campeonato de Europa Sub-23 \| Tallin \| Medalla de bronce \| 20 km \| 1:31:52 \| \| 2015 \| Campeonato del Mundo \| Pekín \| 32.ª \| 20 km \| 1:36:22 \| \| 2016 \| Campeonato Mediterráneo Sub-23 \| Radès (Túnez) \| Medalla de oro \| 10 000 m \| 44:55 \| \| 2017 \| Copa de Europa de Marcha \| Poděbrady (Rep. Checa) \| Medalla de bronce \| 20 km \| 1:29:57 \| \| 2017 \| Campeonato de Europa Sub-23 \| Bydgoszcz (Polonia) \| DSC \| 20 km \| – \| \| 2017 \| Campeonato del Mundo \| Londres \| 9.ª \| 20 km \| 1:29:29 \| \| 2018 \| Campeonato de Europa \| Berlín \| 6.ª \| 20 km \| 1:28:15 \| \| 2019 \| Copa de Europa de Marcha \| Alytus (Lituania) \| Medalla de plata \| 20 km \| 1:29:55 \| \| 2019 \| Campeonato del Mundo \| Doha \| 33.ª \| 20 km \| 1:44:05 \| \| 2021 \| Copa de Europa de Marcha \| Poděbrady (Rep. Checa) \| Medalla de bronce \| 20 km \| 1:28:07 \| \| 2021 \| Juegos Olímpicos \| Tokio \| 34.ª \| 20 km \| 1:37:48 \| \| 2022 \| Campeonato Iberoamericano \| La Nucía (España) \| Medalla de oro \| 10 000 m \| 43:33.72 \| \| 2022 \| Campeonato del Mundo \| Eugene \| 6.ª \| 35 km \| 2:42.45 \| \| 2024 \| Campeonato de Europa \| Roma \| 4.ª \| 20 km \| 1:28.48 \| \| 2024 \| Juegos Olímpicos \| París \| 7.ª \| 20 km \| 1:28:12 \| | Representando a España en marcha atlética \| Año \| Competición \| Sede \| Puesto \| Prueba \| Marca \| \| ---- \| --------------------------------- \| ---------------------- \| ----------------- \| -------- \| -------- \| \| 2012 \| Campeonato del Mundo Júnior \| Barcelona \| 24.ª \| 10 000 m \| 50:13 \| \| 2012 \| Copa del Mundo de Marcha Atlética \| Saransk (Rusia) \| 19.ª \| 10 000 m \| 49:44 \| \| 2013 \| Campeonato de Europa Júnior \| Rieti (Italia) \| 5.ª \| 10 000 m \| 47:17 \| \| 2013 \| Copa de Europa de Marcha Sub-20 \| Dudince (Eslovaquia) \| 6.ª \| 10 km \| 48:47 \| \| 2014 \| Campeonato del Mundo Júnior \| Eugene (Oregón) \| 4.ª \| 10 000 m \| 44:32 \| \| 2014 \| Copa del Mundo de Marcha Atlética \| Taicang (China) \| 4.ª \| 10 000 m \| 45:29 \| \| 2015 \| Copa de Europa de Marcha \| Murcia \| 10.ª \| 20 km \| 1:29:32 \| \| 2015 \| Campeonato de Europa Sub-23 \| Tallin \| Medalla de bronce \| 20 km \| 1:31:52 \| \| 2015 \| Campeonato del Mundo \| Pekín \| 32.ª \| 20 km \| 1:36:22 \| \| 2016 \| Campeonato Mediterráneo Sub-23 \| Radès (Túnez) \| Medalla de oro \| 10 000 m \| 44:55 \| \| 2017 \| Copa de Europa de Marcha \| Poděbrady (Rep. Checa) \| Medalla de bronce \| 20 km \| 1:29:57 \| \| 2017 \| Campeonato de Europa Sub-23 \| Bydgoszcz (Polonia) \| DSC \| 20 km \| – \| \| 2017 \| Campeonato del Mundo \| Londres \| 9.ª \| 20 km \| 1:29:29 \| \| 2018 \| Campeonato de Europa \| Berlín \| 6.ª \| 20 km \| 1:28:15 \| \| 2019 \| Copa de Europa de Marcha \| Alytus (Lituania) \| Medalla de plata \| 20 km \| 1:29:55 \| \| 2019 \| Campeonato del Mundo \| Doha \| 33.ª \| 20 km \| 1:44:05 \| \| 2021 \| Copa de Europa de Marcha \| Poděbrady (Rep. Checa) \| Medalla de bronce \| 20 km \| 1:28:07 \| \| 2021 \| Juegos Olímpicos \| Tokio \| 34.ª \| 20 km \| 1:37:48 \| \| 2022 \| Campeonato Iberoamericano \| La Nucía (España) \| Medalla de oro \| 10 000 m \| 43:33.72 \| \| 2022 \| Campeonato del Mundo \| Eugene \| 6.ª \| 35 km \| 2:42.45 \| \| 2024 \| Campeonato de Europa \| Roma \| 4.ª \| 20 km \| 1:28.48 \| \| 2024 \| Juegos Olímpicos \| París \| 7.ª \| 20 km \| 1:28:12 \| |
| Año | Competición | Sede | Puesto | Prueba | Marca |
| --- | --- | --- | --- | --- | --- |
| 2012 | Campeonato del Mundo Júnior | Barcelona | 24.ª | 10 000 m | 50:13 |
| 2012 | Copa del Mundo de Marcha Atlética | Saransk (Rusia) | 19.ª | 10 000 m | 49:44 |
| 2013 | Campeonato de Europa Júnior | Rieti (Italia) | 5.ª | 10 000 m | 47:17 |
| 2013 | Copa de Europa de Marcha Sub-20 | Dudince (Eslovaquia) | 6.ª | 10 km | 48:47 |
| 2014 | Campeonato del Mundo Júnior | Eugene (Oregón) | 4.ª | 10 000 m | 44:32 |
| 2014 | Copa del Mundo de Marcha Atlética | Taicang (China) | 4.ª | 10 000 m | 45:29 |
| 2015 | Copa de Europa de Marcha | Murcia | 10.ª | 20 km | 1:29:32 |
| 2015 | Campeonato de Europa Sub-23 | Tallin | Medalla de bronce | 20 km | 1:31:52 |
| 2015 | Campeonato del Mundo | Pekín | 32.ª | 20 km | 1:36:22 |
| 2016 | Campeonato Mediterráneo Sub-23 | Radès (Túnez) | Medalla de oro | 10 000 m | 44:55 |
| 2017 | Copa de Europa de Marcha | Poděbrady (Rep. Checa) | Medalla de bronce | 20 km | 1:29:57 |
| 2017 | Campeonato de Europa Sub-23 | Bydgoszcz (Polonia) | DSC | 20 km | – |
| 2017 | Campeonato del Mundo | Londres | 9.ª | 20 km | 1:29:29 |
| 2018 | Campeonato de Europa | Berlín | 6.ª | 20 km | 1:28:15 |
| 2019 | Copa de Europa de Marcha | Alytus (Lituania) | Medalla de plata | 20 km | 1:29:55 |
| 2019 | Campeonato del Mundo | Doha | 33.ª | 20 km | 1:44:05 |
| 2021 | Copa de Europa de Marcha | Poděbrady (Rep. Checa) | Medalla de bronce | 20 km | 1:28:07 |
| 2021 | Juegos Olímpicos | Tokio | 34.ª | 20 km | 1:37:48 |
| 2022 | Campeonato Iberoamericano | La Nucía (España) | Medalla de oro | 10 000 m | 43:33.72 |
| 2022 | Campeonato del Mundo | Eugene | 6.ª | 35 km | 2:42.45 |
| 2024 | Campeonato de Europa | Roma | 4.ª | 20 km | 1:28.48 |
| 2024 | Juegos Olímpicos | París | 7.ª | 20 km | 1:28:12 |